# Nazionale femminile di pallacanestro del Cile
La nazionale femminile di pallacanestro del Cile, selezione delle migliori giocatrici di pallacanestro di nazionalità cilena, è la rappresentativa cestistica del Cile ed è posta sotto l'egida della Federazione cestistica del Cile.

## Piazzamenti

### Campionati del mondo
- 1953 -  2°
- 1957 - 7°
- 1964 - 11°

### Campionati americani
- 1993 - 8°
- 1995 - 5°
- 2001 - 5°
- 2003 - 6°
- 2007 - 6°

- 2009 - 6°
- 2011 - 10°
- 2013 - 6°
- 2015 - 8°

### Campionati sudamericani
- 1946 -  1°
- 1948 -  2°
- 1950 -  1°
- 1952 -  3°
- 1954 -  2°

- 1956 -  1°
- 1958 - 5°
- 1960 -  1°
- 1962 -  2°
- 1965 - 5°

- 1967 -  2°
- 1968 -  2°
- 1970 - 4°
- 1972 - 5°
- 1974 - 6°

- 1977 - 7°
- 1981 - 5°
- 1984 - 6°
- 1989 - 4°
- 1993 -  3°

- 1995 -  3°
- 1997 - 4°
- 1999 - 4°
- 2001 -  3°
- 2003 -  3°

- 2005 - 5°
- 2006 - 4°
- 2008 -  3°
- 2010 - 5°
- 2013 -  3°

- 2014 - 4°
- 2016 - 7°
- 2018 - 7°
- 2022 - 6°

### Giochi panamericani
- 1955 -  2º
- 1959 -  3°
- 1963 -  3º

## Formazioni

### Campionati del mondo
Campionato mondiale femminile di pallacanestro 19533 Ortiz, 4 Penelli, 6 Terán, 7 Camazón, 8 León, 9 Meyer, 10 Piña, 11 Yávar, 12 Reyes, 13 Hernández, 14 Ramos, 15 Gallardo, 18 Villalobos,        All. Tonka Karzulovic
Campionato mondiale femminile di pallacanestro 19573 I. Valenzuela, 4 Méndez, 5 Silva, 6 Pauchard, 7 Piña, 8 Carreño, 9 Ortiz, 10 Velásquez, 11 Camazón, 12 Clavería, 13 Terán, 14 Pizarro,        All. Luis Valenzuela
Campionato mondiale femminile di pallacanestro 19644 Romero, 5 Piña, 6 Pauchard, 7 Segovia, 8 Azagra, 9 Lupayante, 10 Velásquez, 11 Villarreal, 12 Reyes, 13 Faúndez, 14 A. Echagüe, 15 S. Echagüe,        All. Raúl López

### Campionati americani
Template:Cile femminile di pallacanestro ai campionati americani 1993
Template:Cile femminile di pallacanestro ai campionati americani 1995
Campionato americano femminile di pallacanestro 20014 Castañeda, 5 Rahmer, 6 Scheel, 7 Gómez, 8 Aguilar, 9 García, 10 Aragonese, 11 Naranjo, 12 Villena, 13 Guerrero, 14 González, 15 López,        All. Roberto Carlos Yañez
Campionato americano femminile di pallacanestro 20034 M. Valenzuela, 5 Franco, 6 Scheel, 8 López, 9 García, 10 Aragonese, 11 Naranjo, 12 Mondaca, 13 Guerrero, 14 R. Valenzuela, 15 Gómez,        All. Ricardo González
Campionato americano femminile di pallacanestro 20074 Mondaca, 5 de la Quintana, 6 Novión, 7 Schobitz, 8 Valenzuela, 9 Pardo, 10 Aragonese, 11 Naranjo, 12 Morrison, 13 Gómez, 14 López, 15 Águila,        All. Cristian Santander
Campionato americano femminile di pallacanestro 20094 Morales, 5 de la Quintana, 6 Novión, 7 Moya, 8 Troncoso, 9 Serrano, 10 Valenzuela, 11 Naranjo, 12 Morrison, 13 Gómez, 14 Curaz, 15 Leiva,        All. Cristian Santander
Campionato americano femminile di pallacanestro 20114 del Canto, 5 Fuentes, 6 Novión, 7 Moya, 8 Troncoso, 9 Gamboa, 10 Cousiño, 11 Madrigal, 12 Abuyeres, 13 Koljanin, 14 Videla, 15 Leiva,        All. Cristian Santander
Campionato americano femminile di pallacanestro 20134 Gamboa, 5 de la Quintana, 6 Morales, 7 Morrison, 8 Rojas, 9 Fuentes, 10 Soto, 11 Naranjo, 12 Koljanin, 13 Gómez, 14 Cousiño, 15 Basáez,        All. Ricardo González
Campionato americano femminile di pallacanestro 20154 García, 5 Bermúdez, 6 Basáez, 7 Morrison, 8 Rojas, 9 Gamboa, 10 Cousiño, 11 Fuentes, 12 Abuyeres, 13 Koljanin, 14 Angotzi, 15 Leeper,        All. Ricardo González

### Campionati sudamericani
Campionato sudamericano femminile di pallacanestro 1946Ansuarena, Buendía, Gallardo, Gleiser, Karzulovic, Lizana, Meyer, Millán, Ordenes, Ortiz, F. Penelli, Y. Penelli, All. Luis Valenzuela
Campionato sudamericano femminile di pallacanestro 1948Buendía, Gallardo, Karzulovic, Lizana, Mella, Meyer, Ortiz, F. Penelli, Y. Penelli, Ramos, Villarroel, Yávar, All. Luis Valenzuela
Campionato sudamericano femminile di pallacanestro 1950Buendía, Gallardo, Hernández, Méndez, Meyer, Olea, Orellana, Ortiz, F. Penelli, Y. Penelli, Ramírez, Ramos, All. Tonka Karzulovic
Campionato sudamericano femminile di pallacanestro 195226 León, 27 Penelli, 28 Erbetta, 30 Hernández, 31 Ortiz, 32 Ramos, 33 Raipán, 34 Piña, 35 Gallardo, 36 Terán, 37 Velásquez, 39 Camazón,        All. Tonka Karzulovic
Campionato sudamericano femminile di pallacanestro 1954Beltrán, Camazón, Carreño, Castillo, Hernández, Ortiz, Pauchard, Ramos, Reyes, Silva, Terán, Velásquez, Villalobos, All. Osvaldo Retamal
Campionato sudamericano femminile di pallacanestro 19564 Romero, 5 Villalobos, 6 Pauchard, 7 Ortiz, 8 Carreño, 9 Piña, 10 Velásquez, 11 Camazón, 12 Reyes, 13 Ovalle, 14 Silva, 15 Valenzuela,        All. Juan Arredondo
Campionato sudamericano femminile di pallacanestro 1958Bahamondes, Boisset, Camazón, Carreño, Clavería, Gatica, Méndez, Pauchard, Reyes, Silva, Terán, Velásquez, All. Osvaldo Retamal
Campionato sudamericano femminile di pallacanestro 1960Boisset, Carreño, Echagüe, García, González, Pauchard, O. Pizarro, S. Pizarro, Quezada, Reyes, Silva, Velásquez, All. Luis Valenzuela
Campionato sudamericano femminile di pallacanestro 1962Boisset, Carreño, Clavería, A. Echagüe, S. Echagüe, Lupayante, Pauchard, Pizarro, Quezada, Reyes, Silva, Velásquez, All. Luis Valenzuela
Campionato sudamericano femminile di pallacanestro 1965Azúa, Boisset, Clavería, Echagüe, González, Jaque, Lupayante, Reyes, Romero, San Antonio, Segovia, All. Juan Yovanovic
Campionato sudamericano femminile di pallacanestro 1967Azúa, Clavería, Contreras, Galindo, Guzmán, López, Lupayante, Pauchard, Pino, Rodríguez, San Antonio, Valdez, All. Hilda Ramos
Campionato sudamericano femminile di pallacanestro 19684 Clavería, 5 San Antonio, 6 Pauchard, 7 Contreras, 8 Galindo, 9 Lupayante, 10 Velásquez, 11 Pino, 12 Guzmán, 13 Rodríguez, 14 Carreño, 15 Ríos,        All. Hilda Ramos
Campionato sudamericano femminile di pallacanestro 1970Carreño, Clavería, Contreras, Galindo, Lupayante, Pauchard, Reyes, Rodríguez, San Antonio, Valdez, Vergara, Zamorano, All. Gustavo Ortlieb
Campionato sudamericano femminile di pallacanestro 1972Álvarez, Contreras, Cortés, Díaz, Echeverría, M. Guzmán, S. Guzmán, Moreno, Salinas, Valdez, Vargas, Zamorano, All. José Sánchez
Campionato sudamericano femminile di pallacanestro 1974Álvarez, Contreras, Cortés, Díaz, Echeverría, A. Guzmán, M. Guzmán, Moreno, Salinas, Valdez, Vergara, Zamorano, All. José Sánchez
Campionato sudamericano femminile di pallacanestro 1977Álvarez, Arellano, Camerati, Díaz, Gallardo, Guzmán, Lemus, Pozos, Rehbien, Salinas, Serrano, Urzúa, Villablanca, All. Leoncia Urra
Campionato sudamericano femminile di pallacanestro 1981Abarca, Berner, Briones, Cavieres, Céspedes, Ma. Díaz, Me. Díaz, Leiva, Millia, Ortiz, Solís, Troncoso, All. Héctor Oreste
Campionato sudamericano femminile di pallacanestro 1984Bergliomini, Bermúdez, Cavieres, Céspedes, Ferrer, Fuenzalida, Jiménez, Lemus, Solís, Villalobos, All. Alejandro Coloma
Campionato sudamericano femminile di pallacanestro 1989Bermúdez, Céspedes, Espina, Flores, Heerwagen, Jiménez, Navarrete, Ortiz, Sobarzo, Solís, Vásquez, Villalobos, All. Juan Ostoic, Alberto Paulet
Campionato sudamericano femminile di pallacanestro 1993Bermúdez, Cavieres, Céspedes, Espina, Gallardo, García, Guerrero, Gutiérrez, C. Ortiz, P. Ortiz, Vásquez, Villavicencio, All. Héctor Oreste
Campionato sudamericano femminile di pallacanestro 1995Bermúdez, Castillo, Espina, Espinosa, Fernández, García, Guerrero, Gutiérrez, Navarrete, Torres, Villalobos, Zúñiga, All. Aldo Cereceda
Campionato sudamericano femminile di pallacanestro 1997Canales, Cavieres, Espina, Fernández, García, Guerrero, Gutiérrez, Heerwagen, Naranjo, Pardo, Robledo, Vásquez, All. -
Campionato sudamericano femminile di pallacanestro 1999Aragonese, Canales, Cerda, Espina, Flores, García, Gómez, Guerrero, Gutiérrez, Naranjo, Navarrete, Robledo, All. -
Campionato sudamericano femminile di pallacanestro 2001Aguilar, Aragonese, Castañeda, García, Gómez, Guerrero, Gutiérrez, López, Naranjo, Prieto, Rahmer, Scheel, All. Carlos Álvarez
Campionato sudamericano femminile di pallacanestro 2003Aragonese, Bermúdez, García, Gómez, Guerrero, López, Naranjo, Navarrete, Pardo, Paz, Valenzuela, All. Ricardo González
Campionato sudamericano femminile di pallacanestro 2005Aragonese, Castañeda, Gómez, Guerrero, Gutiérrez, Morrison, Naranjo, Novión, Padilla, Paz, Scheel, Valenzuela, All. Osvaldo Novión
Campionato sudamericano femminile di pallacanestro 20064 Castañeda, 5 Valenzuela, 6 Paz, 7 Franco, 8 Ponce, 9 Novión, 10 Aragonese, 11 Naranjo, 12 Gómez, 13 Guerrero, 14 Gutiérrez, 15 Morrison,        All. Julio Córdova
Campionato sudamericano femminile di pallacanestro 20084 Mondaca, 5 de la Quintana, 6 Novión, 7 Rahmer, 8 Galaz, 9 Pardo, 10 Aragonese, 11 Naranjo, 12 Morrison, 13 Gómez, 14 Troncoso, 15 Paz,        All. Cristian Santander
Campionato sudamericano femminile di pallacanestro 20104 Franco, 5 de la Quintana, 6 Novión, 7 Moya, 8 Troncoso, 9 Rahmer, 10 Aragonese, 11 Naranjo, 12 Morrison, 13 Gómez, 14 Serrano, 15 Madrigal,        All. Cristian Santander
Campionato sudamericano femminile di pallacanestro 20134 Naranjo, 5 Fuentes, 6 Novión, 7 Morrison, 8 de la Quintana, 9 Koljanin, 10 Aragonese, 11 Morales, 12 Abuyeres, 13 Gómez, 14 Cousiño, 15 Basáez,        All. Ricardo González
Campionato sudamericano femminile di pallacanestro 20144 Carrasco, 5 Videla, 6 Basáez, 7 Morrison, 8 Rojas, 9 Gamboa, 10 Cousiño, 11 Fuentes, 12 Abuyeres, 13 Koljanin, 14 Vásquez, 15 Valenzuela,        All. Ricardo González
Campionato sudamericano femminile di pallacanestro 20164 Salvatierra, 5 Videla, 6 Bermúdez, 7 Koljanin, 8 Morales, 9 Mari. Gamboa, 10 Cousiño, 11 Fuentes, 12 Abuyeres, 13 Gómez, 14 Marc. Gamboa, 15 Angotzi,        All. Mario Negrón
Campionato sudamericano femminile di pallacanestro 20181 Pizarro, 5 Colossi, 6 Novión, 7 Morrison, 8 Troncoso, 9 Fuentes, 10 Cousiño, 11 Morán, 12 Abuyeres, 13 Gómez, 16 Morales, 17 Koljanin,        All. Andrea Bilbao
Campionato sudamericano femminile di pallacanestro 20221 García, 4 Retamales, 5 Ahumada, 6 Novión, 7 Ovalle, 8 Torres, 9 Pérez, 11 Ojeda, 12 Rocha, 13 Viafora, 15 Cárdenas, 16 Morales,        All. Warren Espinoza

### Giochi panamericani
Pallacanestro femminile ai II Giochi panamericani4 Castillo, 5 Ramos, 6 Terán, 7 Beltrán, 8 Carreño, 9 Ortiz, 10 Velásquez, 11 Camazón, 12 Reyes, 13 Villalobos, 14 Bahamondes, 15 Gallardo,        All. -
Pallacanestro femminile ai III Giochi panamericaniBoisset, Carreño, Clavería, Cortés, Pauchard, Ramos, Reyes, Silva, Velásquez, Villalobos, Villarreal, All. Juan Arredondo
Pallacanestro femminile ai IV Giochi panamericaniBoisset, Carreño, A. Echagüe, S. Echagüe, Faúndez, Pauchard, Quezada, Romero, Silva, Reyes, Velásquez, Villarreal, All. -